# ساکت علی‌اف
ساکت علی‌اف (انگلیسی: Sakit Aliyev; ۲۲ دسامبر ۱۹۶۵ – ۱۲ اکتبر ۲۰۱۵) بازیکن فوتبال اهل اتحاد جماهیر شوروی سوسیالیستی بود.
از باشگاه‌هایی که در آن بازی کرده‌است می‌توان به باشگاه فوتبال کپز، باشگاه فوتبال قره‌باغ، و باشگاه فوتبال توران توووز اشاره کرد.
وی همچنین در تیم ملی فوتبال جمهوری آذربایجان بازی کرده‌است.